# Grant Hunter
Grant Hunter, né le 9 novembre 1967, est un homme politique canadien, membre du Parti conservateur uni.
Depuis 2015, il est élu à l'Assemblée législative de l'Alberta représentant la circonscription de Cardston-Taber-Warner.